# Leiophron anaulax
Leiophron anaulax är en stekelart som först beskrevs av De Saeger 1946.  Leiophron anaulax ingår i släktet Leiophron och familjen bracksteklar. Inga underarter finns listade i Catalogue of Life.